# My Name Is Cowboy
My Name Is Cowboy (estilizado como My name isカーボーイ) é uma canção de Hironobu Kageyama com o grupo KIDS MAX lançada em single homônimo pela Nippon Columbia em 21 de fevereiro de 1998.

## Produção
A faixa-título foi produzida para ser o primeiro encerramento do anime Bakusou Kyoudai Let's & Go!! MAX, da franquia Bakusō Kyōdai Let's & Go. Ela foi cantada por Kageyama junto com o grupo KIDS MAX. O lado B tem apenas os vocais de Kageyama.
A composição e as letras do lado A ficaram com Gouji Tsuno.que já trabalhou na trilha de diversos animes e séries de tokusatsu, incluindo Choujin Sentai Jetman e outras músicas da própria franquia Bakusō Kyōdai Let's & Go. Já o letrista do lado B Reo Rinozuka esteve envolvido em trilhas de animes como Zenki. A dupla Tsuno e Rinozuka também compôs e escreveu "GET THE WORLD" para a franquia Bakusō Kyōdai Let's & Go, cantada por Kageyama. Este single chegou à 76ª posição no Oricon Singles Chart.
A composição do lado B ficou com Yohgo Kohno, integrante da banda MAKE-UP, mais conhecida no Brasil por ser a intérprete de "Pegasus Fantasy" e "Blue Forever", primeira abertura e primeiro encerramento do anime de Os Cavaleiros do Zodíaco, respectivamente. Kohno também se juntou a Kageyama, Kenichi Sudo e Yoshichika Kuriyama para formar o grupo TRY FORCE (ou TRYFORCE). Juntos, fizeram a música "Face" para o anime Heat Guy J e algumas composições para Wandaba Style. O trio nunca oficialmente se desfez e não lançaram mais nada, mas ainda assim trabalham juntos constantemente, sendo creditados em composições de músicas do JAM Project.

## Legado
"My Name Is Cowboy" foi inclusa em álbuns da franquia do anime, como Bakusou Kyoudai Let's & Go!! MAX MUSIC COLLECTION e Bakusou Kyoudai Let's & Go!! MAX VOCAL COLLECTION, esta também contando com "GUTS BOY, TOUGH BOY".
Kageyama incluiu a faixa-título em sua coletânea comemorativa Kage chan Pack ~Kimi to Boku no Daikoushin~, de 2018.

## Faixas
| N.º            | Título                                   | Letras         | Música         | Arranjo        | Duração |  |
| 1.             | "My Name Is Cowboy"                      | Gouji Tsuno    | G. Tsuno       | G. Tsuno       | 3:20    |  |
| 2.             | "GUTS BOY, TOUGH BOY"                    | Reo Rinozuka   | Yohgo Kohno    | Y. Kohno       | 4:09    |  |
| 3.             | "My Name Is Cowboy (Original Karaoke)"   | instrumental   | G. Tsuno       | G. Tsuno       | 3:20    |  |
| 4.             | "GUTS BOY, TOUGH BOY (Original Karaoke)" | instrumental   | Y. Kohno       | Y. Kohno       | 4:09    |  |
| Duração total: | Duração total:                           | Duração total: | Duração total: | Duração total: | 14:58   |  |